# Synchiropus morrisoni
Synchiropus morrisoni là một loài cá biển thuộc chi Cá đàn lia gai (Synchiropus) trong họ Cá đàn lia. Loài này được mô tả lần đầu tiên vào năm 1960.

## Phân bố và môi trường sống
S. morrisoni có phạm vi phân bố ở Tây Thái Bình Dương. Loài cá này được tìm thấy từ vùng biển ngoài khơi Nhật Bản trải dài vế phía nam đến Úc; về phía đông đến Samoa và Tonga. S. morrisoni sống ở độ sâu khoảng từ 10 đến 40 m, nhưng phổ biến ở độ sâu hơn 25 m.

## Mô tả
Mẫu vật lớn nhất của S. morrisoni có chiều dài cơ thể được ghi nhận là 8 cm. Cá đực có vây lưng thứ nhất vươn cao với các đường sọc sẫm màu, vây hậu môn có dải cận rìa màu sẫm. Cá cái có đốm đen lớn ở gốc vây ngực và các đường sọc sẫm màu trên vây hậu môn.
Số gai ở vây lưng: 4; Số tia vây mềm ở vây lưng: 8; Số gai ở vây hậu môn: 0; Số tia vây mềm ở vây hậu môn: 7.